# Нордхајм (Виртемберг)
Нордхајм (њем. Nordheim) општина је у њемачкој савезној држави Баден-Виртемберг. Једно је од 46 општинских средишта округа Хајлброн. Према процјени из 2010. у општини је живјело 7.522 становника. Посједује регионалну шифру (AGS) 8125074.

## Географски и демографски подаци
Нордхајм се налази у савезној држави Баден-Виртемберг у округу Хајлброн. Општина се налази на надморској висини од 188 метара. Површина општине износи 12,7 km². У самом мјесту је, према процјени из 2010. године, живјело 7.522 становника. Просјечна густина становништва износи 592 становника/km².